# MiRO

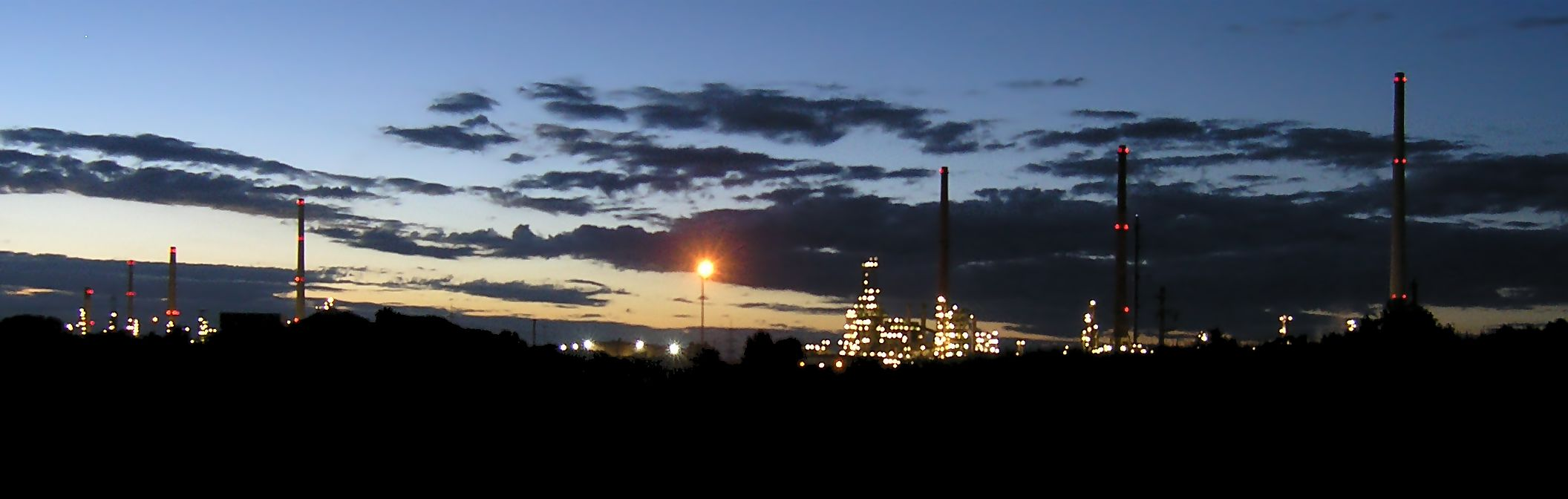
MiRO Karlsruhe in der Dämmerung

Die MiRO Mineraloelraffinerie Oberrhein GmbH & Co. KG (eigentlich: Mineralölraffinerie Oberrhein GmbH & Co. KG) ist die größte Erdölraffinerie in Deutschland. Der Standort befindet sich in Karlsruhe am Oberrhein. Das Kürzel MiRO steht für Mineraloelraffinerie Oberrhein.

## Gesellschafter
- Esso Deutschland GmbH (25 %), wird 2024 an Alcmene übergehen[1]

und indirekt über OMW (durchgerechnet):
- Shell Deutschland Oil GmbH (32,25 %)
- Rosneft Deutschland GmbH (24 %) (unter Treuhandverwaltung der Bundesnetzagentur)
- Phillips 66 Continental Holding GmbH (18,75 %)

## Geschichte
Im Jahr 1962 ging die Esso-Raffinerie in Karlsruhe in Betrieb. Ein Jahr später folgte die DEA-Scholven GmbH, die 1969 in Oberrheinische Mineralölwerke GmbH (OMW) umbenannt wurde. Beide Raffinerien werden nur durch das Flüsschen Alb voneinander getrennt. Durch die Konkurrenz beider Unternehmen war der ab 1963 errichtete Ölhafen Karlsruhe von hoher marktstrategischer Bedeutung und durch ein hohes Transportaufkommen gekennzeichnet. Dazu befand sich auf der Pfälzer Rheinseite noch die 1998 demontierte Mobil-Raffinerie Wörth.
Im Zuge der europäischen Raffineriemarktentwicklung gerieten deutsche Raffinerien Mitte der 1990er Jahre unter Druck, so dass eine Marktbereinigung stattfand. Im Mai 1996 gaben die Esso und die OMW-Gesellschafter die Fusion bekannt. Im Jahr 1997 wurden die beiden Werksteile durch eine Rohrleitungsbrücke und eine Straßenbrücke über die Alb verbunden.
Am 23. Juli 2004 kam es infolge eines defekten Benzinrohrs in einem Ofen zu einer schweren Explosion mit anschließendem Großbrand. Dabei stürzte ein etwa 180 Meter hoher Kamin teilweise ein. Das Unglück führte über einen längeren Zeitraum zu erheblichen Produktionseinschränkungen.
Durch die Auflösung des Ruhr Oel Joint Venture, die indirekt mit 24 % an der MiRO beteiligt war, gingen die vorher gemeinsam von BP und Rosneft gehaltenen Ruhr Oel-Anteile zum 1. Januar 2017 komplett zur Rosneft. BP erhielt im Gegenzug die Rosneftanteile an der BP Gelsenkirchen.
Im Zuge des russischen Überfall auf die Ukraine 2022 teilte die Bundesregierung am 16. September 2022 mit, dass man den Rohölimporteur Rosneft Deutschland (RDG) zur Sicherung des Betriebs der Raffinerie unter Treuhandverwaltung der Bundesnetzagentur stellt.

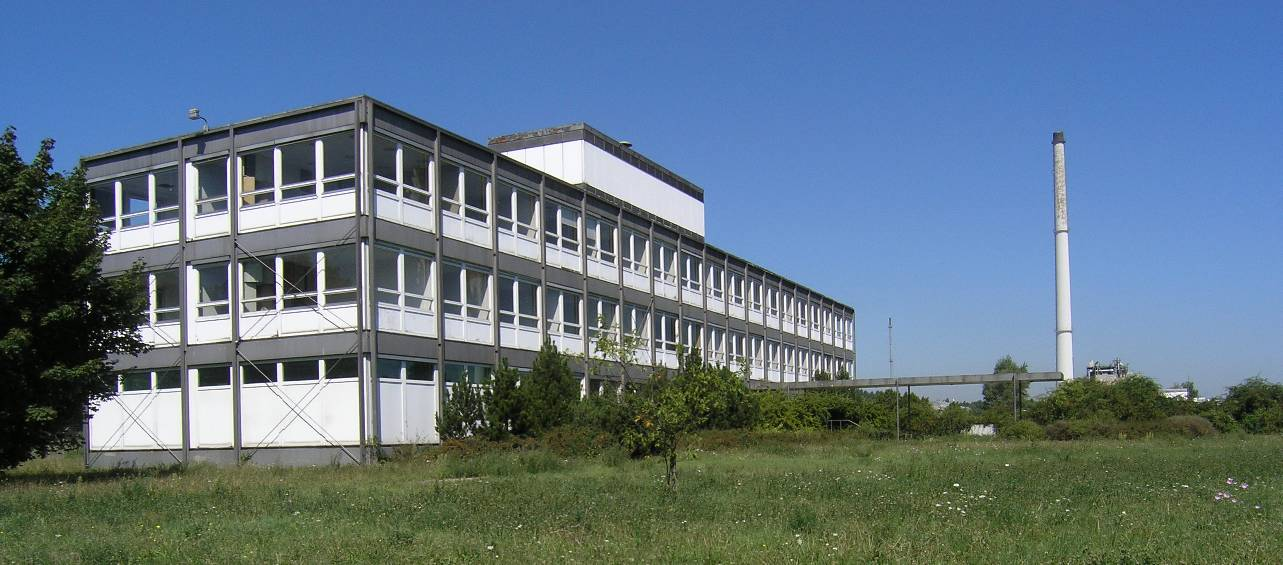
Verwaltungsgebäude von Egon Eiermann
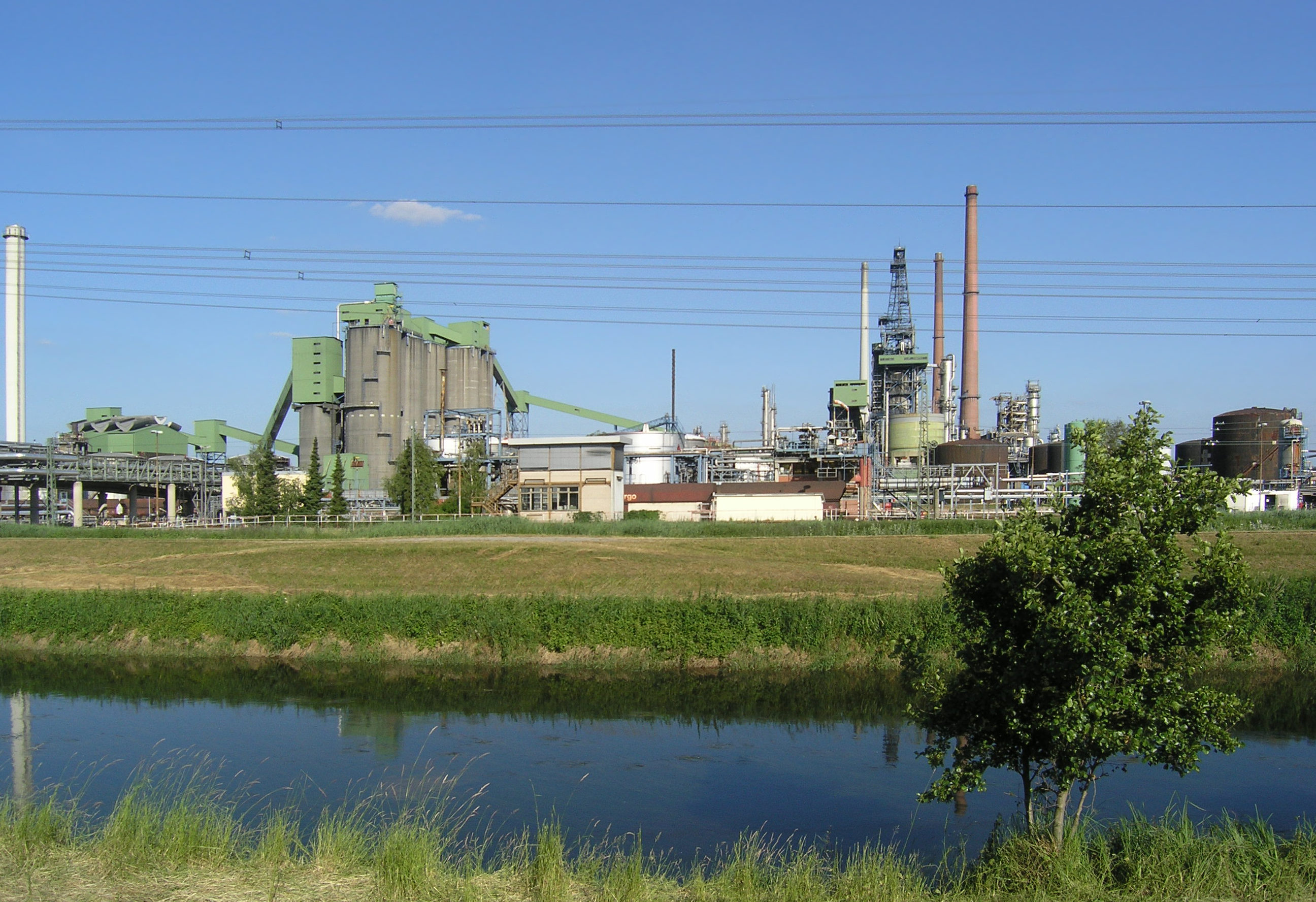
MiRO Werkteil 2 (Esso)
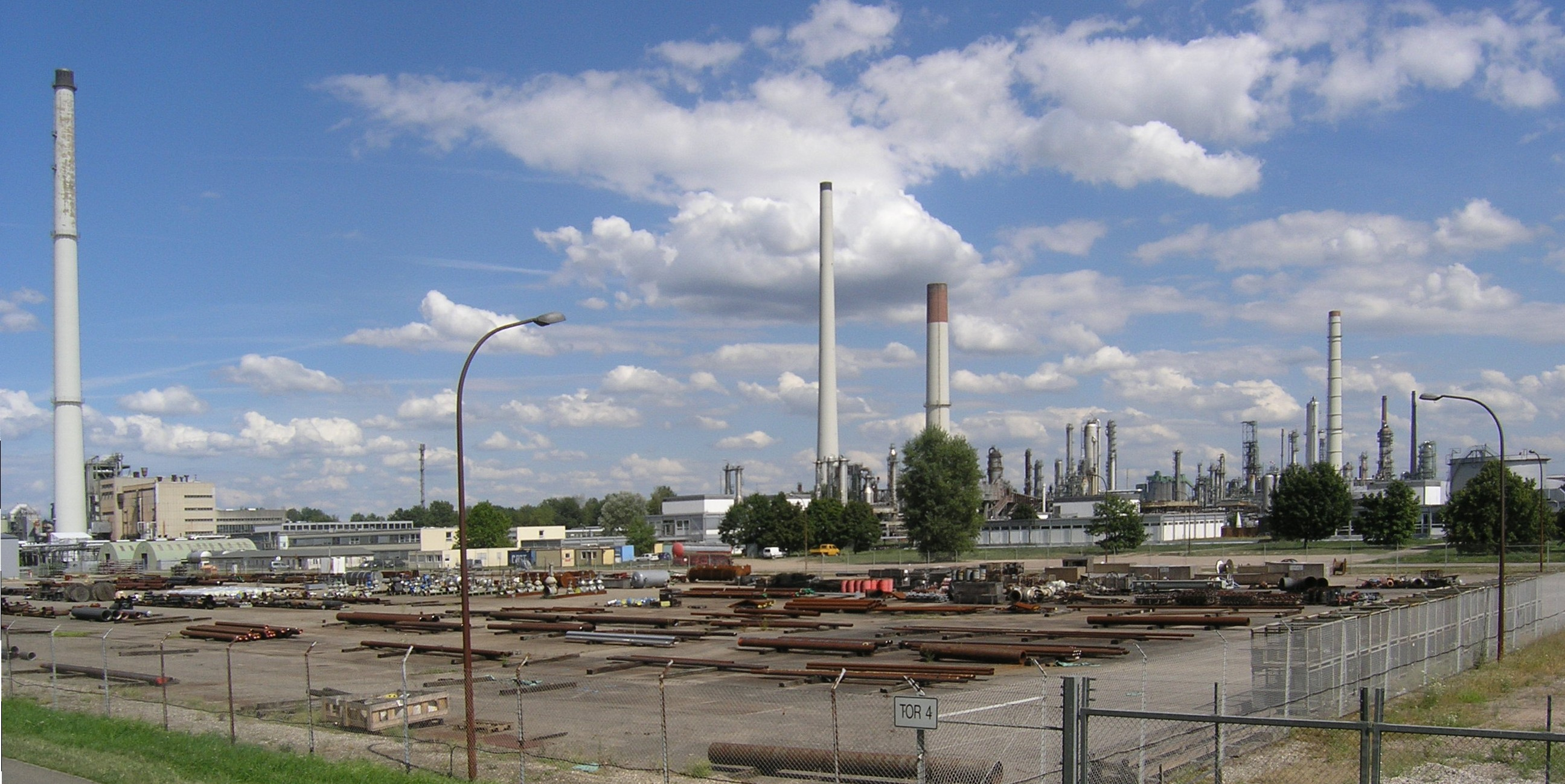
MiRO Werkteil 1 (DEA)
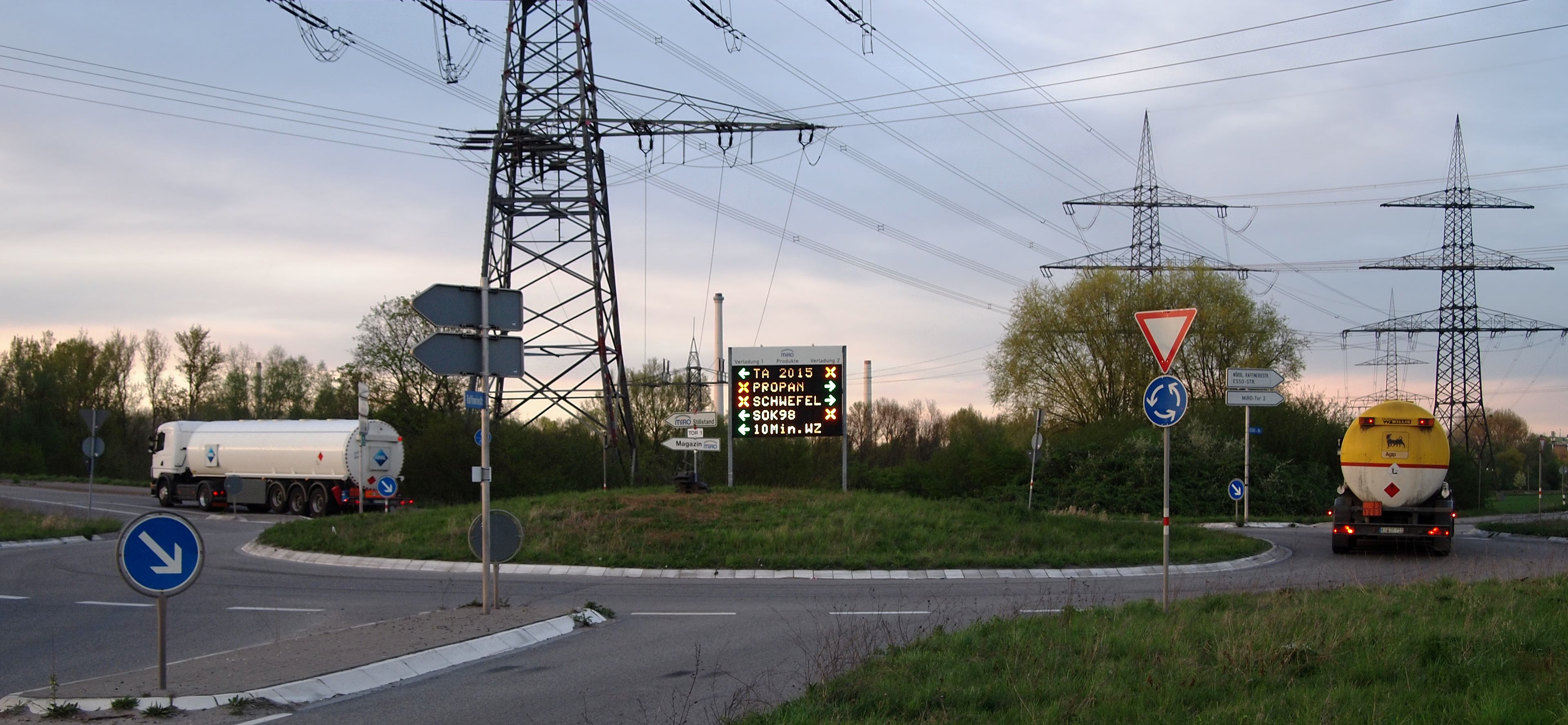
Zufahrt mit Produkten-Anzeigetafel

## Produkte

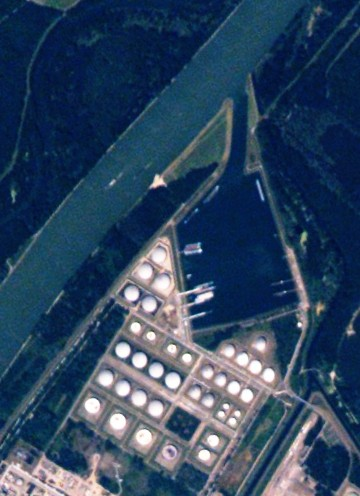
Satellitenbild des Ölhafens

Es werden in der Raffinerie typische Produkte hergestellt wie:
- Propan
- Butan
- Benzin
- Diesel
- Heizöle (Extraleicht und Schwer)
- Bitumen
- Petrolkoks, Kalzinat
- Schwefel

Weiterhin wird für die petrochemische Industrie gewonnen:
- Propen
- Leichtbenzin (Siedebereich: ~ 25–85 °C, Feedstock für Steamcracker)

## Kapazität
Die MiRO ist mit einer Rohölverarbeitungskapazität von 14,9 Mio. Tonnen im Jahr nach der Rheinland Raffinerie mit ihren zwei Werken die zweitgrößte Erdölraffinerie in Deutschland. Das angeschlossene Tanklager ist mit 800.000 m³ für Rohöl und 3.900.000 m³ für Fertigprodukte das größte in Deutschland.
Das Rohöl wird zu 99 Prozent über die Transalpine Ölleitung (TAL) aus Triest in Italien angeliefert. In der Vergangenheit wurde die MiRO auch über die Südeuropäische Pipeline (SEPL) aus Fos-sur-Mer bei Marseille beliefert. Ein Prozent des Rohöls kommt aus Förderanlagen in der Pfalz und wird per Lastkraftwagen angeliefert.
Auf dem Gelände der MiRO werden zwei Heizkraftwerke (Werk I: 45 MW, Werk II: 25 MW, angeschlossen an das 110 kV-Netz der Netze BW) und rund 60 Öfen für die Erzeugung von Prozesswärme betrieben. Dafür werden rund 6,5 % des Energieinhalts des verarbeiteten Rohöls benötigt. Bis zu 90 MW der Abwärme (120 °C) wird an die Stadtwerke Karlsruhe geliefert und dort über das Fernwärmenetz (min. Last 25 MW; max. Last 330 MW) zur Heizung von Gebäuden verteilt.
Zur Anlage gehört auch ein 210 Meter hoher Kamin bei 49° 3′ 33″ N, 8° 19′ 46″ O, der nach den Kaminen des Rheinhafenkraftwerks das dritthöchste Bauwerk in Karlsruhe ist. Er ist auch zur Zeit der höchste Kamin einer Erdölraffinerie in Deutschland.
Die MiRO Karlsruhe verlädt über Tankkraftwagen, Schiff und Eisenbahn. Die Tankkraftwagenverladung fertigt über 1600 TKWs pro Tag ab.

## Schornsteine
Die Raffinerie verfügt über folgende Schornsteine mit mehr als 100 Metern Höhe
| Name                                                         | Typ               | Baujahr | Höhe  | Koordinaten                    | Bemerkungen                                         |
| ------------------------------------------------------------ | ----------------- | ------- | ----- | ------------------------------ | --------------------------------------------------- |
| Hauptkamin der MiRO-Raffinerie Karlsruhe                     | Kamin             |         | 210 m | 49° 3′ 33,5″ N, 8° 19′ 47,2″ O | Höchster Kamin einer Erdölraffinerie in Deutschland |
| Großer Kamin im Werksteil Ost der MiRO-Raffinerie            | Kamin             |         | 180 m | 49° 3′ 10,8″ N, 8° 20′ 47,7″ O |                                                     |
| MiRO-Raffinerie, 150-Meter-Kamin West                        | Kamin             |         | 150 m | 49° 3′ 39,1″ N, 8° 19′ 26″ O   |                                                     |
| MiRO-Raffinerie, westlicher 150-Meter-Kamin im Werksteil Ost | Kamin             |         | 150 m | 49° 3′ 14,7″ N, 8° 20′ 33,5″ O |                                                     |
| MiRO-Raffinerie, östlicher 150-Meter-Kamin im Werksteil Ost  | Gebäude mit Kamin |         | 150 m | 49° 3′ 12,3″ N, 8° 20′ 39,7″ O |                                                     |
| MiRO-Raffinerie, 125-Meter-Kamin                             | Kamin             |         | 125 m | 49° 3′ 23,9″ N, 8° 19′ 49,3″ O |                                                     |
| MiRO-Raffinerie, 95-Meter-Kamin                              | Kamin             |         | 095 m | 49° 3′ 31,1″ N, 8° 19′ 33,5″ O |                                                     |

## Geplantes Kraftwerk Oberrhein
In den 2010er Jahren gab es Pläne, auf dem Standort ein GuD-Kraftwerk mit einer Leistung von 1200 MW zu errichten. Es sollte in Kraft-Wärme-Kopplung betrieben werden und sowohl Strom als auch Wärme für die Raffinerie liefern.